# 逸民王
逸民王（いつみんおう、または岡、? - 紀元前486年）は、第28代箕子朝鮮王。王在位期間は、紀元前503年 - 紀元前486年。逸民王は諡で、諱は岡。王位は済世王（混）が継承。